# 海南石豆兰
海南石豆兰（学名：Bulbophyllum hainanense）为兰科石豆兰属下的一个种。

## 扩展阅读
- 維基物種上的相關：海南石豆兰